# Engina mendicaria
Engina mendicaria, tên tiếng Anh: striped engina, là một loài ốc biển, là động vật thân mềm chân bụng sống ở biển trong họ Buccinidae.

## Miêu tả

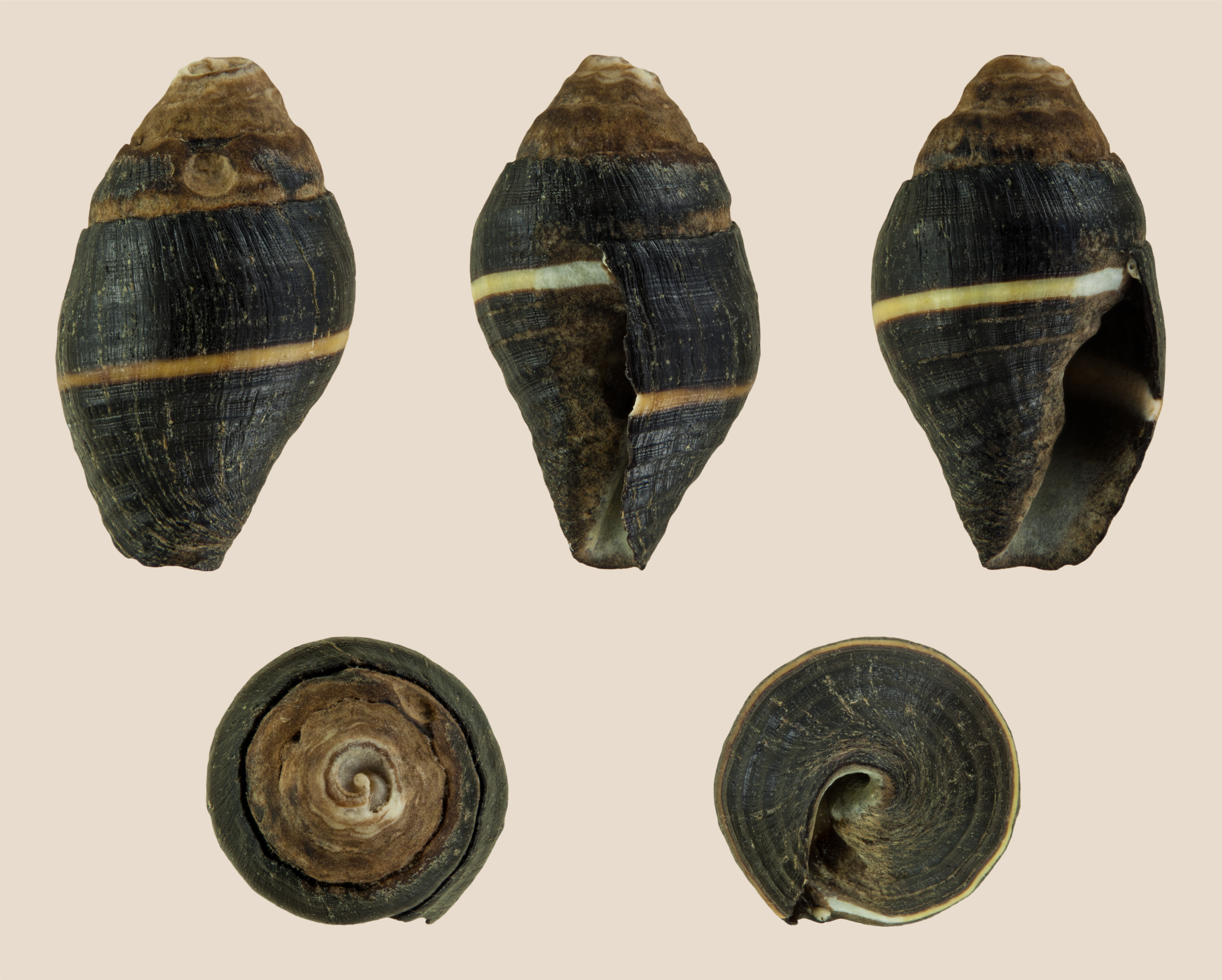
var. unilineata

Loài này có kích thước giữa 10 mm and 20 mm

## Phân bố
Chúng phân bố ở Biển Đỏ và ở Ấn Độ Dương dọc theo Aldabra, Chagos, Kenya, Madagascar, Mauritius, Mozambique, Tanzania, in the tropical hải vực Ấn Độ Dương-Thái Bình Dương và Úc.